# 八尾市立南高安中学校
八尾市立南高安中学校（やおしりつ みなみたかやすちゅうがっこう）は、大阪府八尾市恩智北町にある公立中学校。

## 概要
旧中河内郡南高安村の中学校として、1947年の学制改革の際に創立した。
校舎は北館と南館に分かれており、各階に渡り廊下がかかっているので、上から見ると「H」のような形になっている。北館と南館はそれぞれ4階まであるが、職員室のあたりは管理館で1階だけになっており、北館1階につながっている。ほとんどの教室に有線LANが配線されている。テニスコートは3つある。

## 沿革
- 1947年4月22日 - 南高安村立中学校として開校。南高安村にあった天理教高安大教会の一部を借用。
- 1949年9月 - 現在八尾市立南高安小学校がある土地に新校舎完成。移転。
- 1953年4月1日 - 町制施行により、南高安町立中学校に改称。
- 1955年4月3日 - 南高安町が八尾市に編入されたため、八尾市立南高安中学校に改称。
- 1974年3月 - 現在地に新校舎完成、移転。

## 通学区域
- 八尾市立南高安小学校の通学区域。

八尾市 教興寺・大字教興寺、垣内・大字垣内、黒谷1丁目～5丁目（2丁目の一部を除く）、大字黒谷（一部）、神宮寺3丁目～5丁目、大字神宮寺、恩智南町1丁目（一部）、恩智南町2丁目～5丁目、恩智中町1丁目（一部）、恩智中町2丁目～5丁目。

## 交通
- 近鉄大阪線 恩智駅 北東へ約800m。